# Aptosimum procumbens
Aptosimum procumbens là một loài thực vật có hoa trong họ Huyền sâm. Loài này được (Lehm.) Burch. ex Steud. mô tả khoa học đầu tiên năm 1840.